# HD14549
HD14549 — хімічно пекулярна зоря спектрального класу A1, що має видиму зоряну величину в смузі V приблизно  9,6.
Вона  розташована на відстані близько 1376,2 світлових років від Сонця.